# The Second Time
The Second Time ist ein Lied von Kim Wilde aus dem Jahr 1984, das von Ricky und Marty Wilde geschrieben wurde.

## Geschichte
The Second Time wurde am 1. Oktober 1984 veröffentlicht. Es wurde in einigen Ländern, darunter in Deutschland mit einer Top-Ten-Platzierung, ein großer Erfolg. In den Vereinigten Staaten kam der Song unter dem Titel Go for It im Dezember 1984 in die Charts.
Das Lied ist im Original 3:50 Minuten lang und erschien auf dem Album Teases & Dares. Auf der B-Seite der Single ist das Stück Lovers on a Beach enthalten. The Second Time  ist das erste Lied von Kim Wilde, von dem viele verschiedene Fassungen existieren: es gibt eine verlängerte 6:30-Minuten-Version als 12-Zoll-Schallplatte und auch einige Remixversionen.

## Chartplatzierungen
| Nation                 | Position | Wochen |
| ---------------------- | -------- | ------ |
| Deutschland            | 9        | 16     |
| Schweiz                | 7        | 12     |
| Vereinigtes Königreich | 29       | 9      |

## Trivia
In der Folge Der Tod fährt mit der Serie Knight Rider (Staffel 4, Episode 9) ist zu Beginn das Lied zu hören und Ausschnitte des dazugehörigen Videos werden gezeigt.

## Coverversionen
- 1998: Marty Wilde
- 2004: Nena